# Río Francia
Der Río Francia ist mit seinen nur ca. 25 Kilometern Länge der namengebende Fluss der Bergregion der Sierra de Francia im Süden der Provinz Salamanca in der autonomen Region Kastilien-León.

## Verlauf
Der etwa 25 Kilometer lange Río Francia entspringt – je nach Regen- oder Schneefällen – in einer Höhe von etwa 1000 bis 1300 Metern am Berg Peña de Francia. Er fließt zunächst in östliche Richtung, um bei Miranda del Castañar nach Süden zu schwenken und auf dem Gebiet der Gemeinde Sotoserrano in den Río Alagón einzumünden; auf dieser kurzen Strecke beträgt sein Gefälle etwa 700 bis 1000 Meter.

## Nebenflüsse
- Río Milano

## Orte am Fluss
- San Martín del Castañar
- Las Casas del Conde
- Miranda del Castañar

## Geschichte
Im Mittelalter und in der frühen Neuzeit befanden sich mehrere Wassermühlen an den Ufern des Río Francia, von denen jedoch nur noch spärliche Ruinen zu erahnen sind.

## Sehenswürdigkeiten
Abgesehen von der waldreichen Berglandschaft entlang des Flusses ist der etwa 650 Meter hoch gelegene Ort Miranda del Castañar äußerst eindrucksvoll; er wurde bereits im Jahr 1973 als Kulturgut (Bien de Interés Cultural) in der Kategorie Conjunto histórico-artístico eingestuft.